# 波戈斯特水庫
波戈斯特水庫是白俄羅斯的人工水庫，位於平斯克東南22公里，由布列斯特州負責管轄，始建於1976年，長6.1公里、寬4.1公里，面積16.2平方公里，集水區面積710平方公里，湖岸線長度16.2公里，海拔高度140米，最大水深9.9米。